# 涼圓
涼圓，又稱作涼肉圓、凉西圓，是一種台灣彰化和嘉義等地的特色小吃，外皮半透明且有彈性，由日本太白粉搭配樹薯粉或地瓜粉混合做成，中間的餡料為肉餡等。因食用時維持較低溫度，因此叫做「涼圓」。彰化涼圓使用香菇和瘦肉作為餡料，具有特色，因此受到較多關注。
另有包裹豆沙等甜餡料的涼圓。